# Ернест Белфорт Бакс
Ернест Белфорт Бакс (англ. Ernest Belfort Bax; 23 липня 1854, Ройал-Лемінгтон-Спа - 26 листопада 1926, Лондон) - британський соціаліст, журналіст, історик і філософ.

## Біографія
Ернест Белфорт Бакс народився 23 липня 1854 року в сім'ї багатого промисловця-текстильника, за віросповіданням — традиціоналістського нонконформіста. Здобув освіту в Англії та Німеччині, вивчаючи музику та філософію (у 1883 році він випустить англійський переклад « Пролегоменов до будь-якої майбутньої метафізики » Канта).
Під час своїх німецьких філософських студій у 1879 році долучився і до соціалізму. Деякий час був газетним кореспондентом Evening Standard на континенті, потім повернувся до Британії, де в 1882 вступив у Демократичну федерацію Генрі Гайндмана, в 1884 перейменовану в Соціал-демократичну федерацію.
Згодом, він у ній розчарувався і в 1885 створив Соціалістичну лігу з Вільямом Моррісом, Едуардом Евелінгом, Елеонорою Маркс та іншими представниками лівого крила СДФ та анархістами. Однак останні незабаром почали відігравати в ній провідну роль, і Бакс повернувся до СДФ. Деякий час він був її провідним теоретиком та редактором її органу «Justice».
Неодноразово делегувався на міжнародні соціалістичні конгреси, вступав у полеміку з Карлом Каутським, який розгромив його як ревізіоніста. Один із засновників (1911) та лідерів Британської соціалістичної партії.
Виступав із різко антифеміністичних позицій, був супротивником суфражистського руху, який оголошував «відволікаючим робітників від класової боротьби». У роки Першої світової війни підтримав британську армію і разом з Гайндманом був виключений з Британської соціалістичної партії, розійшовшись з її міжнародною більшістю на з'їзді в Сальфорді (1916).
Був одружений двічі, мав семеро дітей від першої дружини.
Ернест Белфорт Бакс помер 26 листопада 1926 року у віці 72 років.